# リストランテ・パラディーゾ
『リストランテ・パラディーゾ』は、オノ・ナツメによる日本の漫画作品。2005年5月から2006年3月まで『マンガ・エロティクス・エフ』（太田出版）vol.33 - vol.38に連載。従業員全員が老紳士というローマの小さなリストランテを舞台に、従業員や客たちが織り成す群像劇を描いた作品。番外編ともいうべき『GENTE〜リストランテの人々〜』が同誌にて連載された。
2009年4月から6月までテレビアニメが放送された。

## あらすじ
舞台はイタリア。田舎からローマに出てきたニコレッタは、リストランテ『カゼッタ・デッロルソ』を訪れる。それというのも、幼くして両親が離婚し、母親が再婚するために祖父母に預けられたニコレッタは、自らの再婚のため、成人するまで娘を置き去りにした母を恨み、彼女の再婚相手がオーナーを務めるリストランテにやってきた。娘がいることを知らない母の再婚相手に、すべてを話そうと機会を窺っていた。
そこで、ニコレッタは何とかオーナーの店『カゼッタ・デッロルソ』の見習いとして働き始めたが、そこは従業員全員が、老眼鏡着用が必須の紳士という店だった。老眼鏡紳士が目当ての女性客で連日予約でいっぱいのリストランテだが、ニコレッタもサント・クラウディオ・パラディーゾが気になり始める。

## 登場人物
ニコレッタ
声 - 折笠富美子
本作の主人公。21歳。母親の再婚による事情で、祖父母に預けられて育つ。母親の愛情から飢えて育つも、性格は素直で明るくしっかり者。料理学校に通っていたこともあり、『カゼッタ・デッロルソ』のキッチンに見習いシェフとして働き始める。従業員は紳士限定のため、キッチンから出ることはできない。『カゼッタ・デッロルソ』のカメリエーレ長・クラウディオが気になっている。
サント・クラウディオ・パラディーゾ
声 - 山野井仁
カメリエーレ(所謂ホール担当)長。通称：クラウディオ。優しく真面目で、気配り上手だが、気弱なところもある。静かな色気で女性客を虜にする。客の1人から言わせると、「こっちから迫って困らせてみたいタイプ」。数年前にガブリエッラと離婚しており、現在は独身だが、結婚を迫ってくる女性客もいるため、対策用に指輪はつけたままにしている。本当のところ、ガブリエッラに対して複雑な感情を持っている。
ルチアーノ・デ・ルーカ
声 - 立川三貴
カメリエーレ。通称：ルチアーノ。本当は善良な性格だが、小言が多く、いつも憎まれ口を叩いており、笑顔を見せることは滅多にない。意外に照れ屋。妻とは死別しており、現在は独身。実は、休日に孫のフランチの面倒を見るのが楽しみ。
ヴィート
声 - 黒田崇矢
カメリエーレ。陽気な性格で、ムードメーカー。若い女性が好きで、結婚するまではプレイボーイだった。妻は大学生で、通っていたジムで知り合った。「美しいご婦人のお誘いは断れない」主義。休日も妻と体を動かすので、ルチアーノから「運動バカ夫婦」と呼ばれるほど。
ジャン・ルイージ・オルシーニ
声 - 喜山茂雄
ソムリエ。通称：ジジ。無口。しょっちゅうつまみ食いをしている様子。ロレンツォの義兄であり、従兄弟。親も兄弟で、父は弟に妻を寝取られたことを恨んで縁を切った。オルガをよく見ている。まかないに上等なワインを開けるのが日課。独身。
フリオ
声 - 西松和彦
シェフ。気さくで優しい人柄から、料理教室は大繁盛で、フリオ争奪戦が行われるほどの人気を誇る。クラウディオが見習いの頃、同じレストランで既にメインシェフに就いており、当時は尖った性格をしていたようである。実は老眼鏡は伊達。愛妻家。
テオ
声 - 上田燿司
シェフ。リストランテ最年少ながら、男らしく豪毅な性格から、皆に一目置かれており、料理の腕前も大変良い。相当モテるらしい。悠々自適な独身生活を送っている。ドルチェが上手い。サルデーニャ出身。
オルガ
声 - 寺田はるひ
ニコレッタの母親。ニコレッタの実父と離婚して、ロレンツォと再婚し、現在はリストランテオーナー夫人。美人で有能な弁護士。仕事も恋愛も両立させるタイプ。老眼鏡紳士を見るのが大好き。『カゼッタ・デッロルソ』が老眼鏡紳士を雇うことになったのもこの趣味が影響している（GENTEのロレンツォの項目を参照）。リストランテの従業員からも大切にされている。ガブリエッラとは友人であり同じ職場で働いている。
ガブリエッラ
声 - 渡辺美佐
クラウディオの元妻。オルガの友人。弁護士。大人の色気を持つ美女。クラウディオの複雑な気持ちを分かった上で、頻繁にリストランテに顔を出す。『カゼッタ・デッロルソ』の料理が大好き。離婚に対する未練は無く、クラウディオの気持ちの変化を待っている。
ロレンツォ
声 - 乃村健次
『カゼッタ・デッロルソ』のオーナー。オルガの現夫。50歳。ワイナリーを経営している。オルガをとても大事にしており、リストランテのスタッフを老眼鏡着用にするほど。子持ち女性との結婚は嫌だというポリシーは、親の影響だと見られる。本人はオルガのタイプではなかったが、癒しの笑顔と心優しく寛容な性格から、人望が厚い好人物。ニコレッタとオルガの関係に、それとはなしに気がついている節がある。
ヴァンナ
声 - 沢海陽子
リストランテ『カゼッタ・デッロルソ』の元シェフ。サバサバした性格と風格から、男性に間違えられることも。娘夫婦のため渡米した。
マルツィオ
声 - 岡和男
元厨房手伝い。ロレンツォやジジとは、前のリストランテからのつきあいで気心の知れた仲。
フランチェスコ
声 - 木村はるか
ルチアーノの孫。通称・フランチ。リストランテによく預けられる。おもちゃを与えられれば、大人しく遊んでいる。マルツィオと仲良し。テオのドルチェが好き。ルチアーノを慕っている。
マルゲリータ
声 - 中原麻衣
ルチアーノの娘でフランチェスコの母親。夫が出張で不在がちのため、ルチアーノ家によく押しかけている。バイオリンを嗜む。

## テレビアニメ
2009年4月から6月まで、フジテレビの『NOISE』にて放送された。『リストランテ・パラディーゾ』と『GENTE〜リストランテの人々〜』を織り交ぜており、どちらも原作にクレジット表記されている。全11話。
放送終了後、フロンティアワークスからテレビアニメの後日談としてドラマCDが発売された。

### スタッフ
- 原作 - オノ・ナツメ[1]
- 監督 - 加瀬充子[1]
- 監督補佐 - 東海林真一
- シリーズ構成 - 猪爪慎一[1]
- キャラクターデザイン - 竹田逸子[1]
- 美術監督・アートディレクター - ソエジマヤスフミ[1]
- カラーデザイン - 甲斐けいこ、池田ひとみ[1]
- 撮影監督 - 土田栄司[1]
- 編集 - 重村建吾[1]
- 音響監督 - 亀山俊樹[1]
- 音楽 - コーコーヤ[1]
- 音楽プロデューサー - 桜井裕子
- 音楽制作 - FlyingDog、フジパシフィック音楽出版
- プロデューサー - 山本幸治、瀬戸麻理子、沖浦泰斗、梶田浩司
- アニメーションプロデューサー - 若松剛
- アニメーション制作 - david production[1]
- 制作 - リスパラ製作委員会[1]（フジテレビジョン、松竹、ムービック、読売広告社、ソニーPCL、博報堂DYメディアパートナーズ）

### 主題歌
オープニングテーマ「マリーゴールド」
作詞 - ナガシマトモコ / 作曲・編曲 - 藤本一馬 / 歌 - orange pekoe
エンディングテーマ「ステキな果実」
作詞 - 岩里祐穂 / 作曲 - 小峰理紗 / 編曲 - 濱田理恵 / 歌 - コミネリサ
挿入歌「パレット」（第3話）
作詞 - 清浦夏実 / 作曲 - 吉田旬吾 / 編曲 - コーコーヤ / 歌 - 清浦夏実
挿入歌「poco a poco ~ ちょっとそこまで」（第７話）
作詞 - 岩里祐穂 / 作曲 - ウエッコ / 編曲 - ザッハトルテ / 歌 - コミネリサ

### 各話リスト
| 話数 | サブタイトル         | 脚本     | 絵コンテ       | 演出           | 作画監督                          |
| ---- | -------------------- | -------- | -------------- | -------------- | --------------------------------- |
| #1   | ニコレッタ           | 猪爪慎一 | 加瀬充子       | 原田奈奈       | 小林亮 竹田逸子 原貞三            |
| #2   | 指輪                 | 猪爪慎一 | 東海林真一     | 東海林真一     | 蘇武裕子                          |
| #3   | パラディーゾ         | 猪爪慎一 | わたなべてつや | わたなべてつや | 佐藤陵 李政權                     |
| #4   | カゼッタ・デッロルソ | 笹野恵   | きみやしげる   | きみやしげる   | 青野厚司                          |
| #5   | オルシーニの味       | 猪爪慎一 | 喜多幡徹       | 津田尚克       | 佐光幸恵 竹田逸子 小林亮 青木美穂 |
| #6   | ある夫婦             | 猪爪慎一 | 東海林真一     | 東海林真一     | 小林亮                            |
| #7   | 特別な一日           | 笹野恵   | 小林一三       | 山口武志       | さいとうもも 小林亮               |
| #8   | 昔日                 | 猪爪慎一 | きみやしげる   | きみやしげる   | 海老原雅夫 竹田逸子               |
| #9   | リストランテの休日   | 笹野恵   | 東海林真一     | 市村徹夫       | 小林亮 中屋了                     |
| #10  | 秘めたる恋           | 笹野恵   | 加藤敏幸       | 加藤敏幸       | 青野厚司                          |
| #11  | リストランテの人々   | 猪爪慎一 | 東海林真一     | 東海林真一     | 竹田逸子 小林亮                   |

### 放送局
| 放送地域   | 放送局     | 放送期間                | 放送日時                 |
| ---------- | ---------- | ----------------------- | ------------------------ |
| 関東広域圏 | フジテレビ | 2009年4月8日 - 6月24日  | 水曜 26時08分 - 26時38分 |
| 近畿広域圏 | 関西テレビ | 2009年4月14日 - 6月30日 | 火曜 26時05分 - 26時35分 |
| 中京広域圏 | 東海テレビ | 2009年4月24日 - 7月10日 | 金曜 27時35分 - 28時05分 |
| 日本全域   | BSフジ     | 2009年5月4日 - 7月13日  | 月曜 24時30分 - 24時55分 |

フジテレビでは、初回（4月8日）の放送は2話連続で放送。